# Eritema indurato di Bazin
L'eritema indurato di Bazin (chiamato anche malattia di Bazin) è una pannicolite, cioè una infiammazione del pannicolo adiposo sottocutaneo, tipica di alcune specie animali, che nell'uomo si riteneva potesse essere una forma di reazione cutanea specifica al bacillo della tubercolosi.
Anche se effettivamente l'eritema talvolta si associa alla infezione tubercolare, tuttavia viene ormai considerato una pannicolite non associata ad un singolo patogeno definito.

## Storia
La malattia prende il nome da Pierre-Antoine-Ernest Bazin che per primo la descrisse nel 1855.

## Epidemiologia
L'eritema di Bazin è una patologia di rara osservazione, che si sviluppa prevalentemente nel sesso femminile, generalmente alle gambe e agli arti inferiori. Il numero di segnalazioni di eritema indurato di Bazin è in deciso calo in tutti i paesi più sviluppati, verosimilmente in considerazione della minore incidenza della tubercolosi.

## Eziopatogenesi
L'eziopatogenesi dell'eritema indurato di Bazin è molto controversa.
In particolare gli studiosi non concordano sulla sua relazione con la tubercolosi, in quanto i micobatteri non possono essere isolati e coltivati dalle lesioni cutanee.
Tuttavia alcuni studi effettuati con la reazione a catena della polimerasi (in inglese: Polymerase Chain Reaction, PCR), per la ricerca del DNA del Mycobacterium tuberculosis nelle lesioni hanno mostrato in molti casi la presenza di tale materiale genetico, suggerendo fortemente che il M.tuberculosis sia coinvolto nella patogenesi dell'eritema indurato.
Attualmente la maggior parte degli autori considerano l'eritema indurato di Bazin una forma di vasculite nodulare a genesi multifattoriale, che riconosce quindi molte cause differenti, e fra esse anche la tubercolosi.